# Mariusz Sikora
Mariusz Sikora (ur. 31 maja 1972 w Kutnie) – polski samorządowiec i urzędnik, od 2024 prezydent Kutna.

## Życiorys
Ukończył Państwową Szkołę Muzyczną I i II stopnia w Kutnie w klasie instrumentów perkusyjnych oraz studia ze stosunków międzynarodowych na Uniwersytecie Warszawskim. Pracował m.in. jako inspektor w Przedsiębiorstwie Wodociągów i Kanalizacji w Kutnie.
W 2006, 2010, 2014 i 2018 wybierany do rady miejskiej Kutna z ramienia komitetu wyborczego Zbigniewa Burzyńskiego. W latach 2018–2024 pełnił funkcję przewodniczącego rady miejskiej. W wyborach samorządowych w 2024 był kandydatem na prezydenta miasta z ramienia KWW Zbigniewa Burzyńskiego i Mariusza Sikory. Wygrał je w pierwszej turze z poparciem 52,74% wyborców; na stanowisku zastąpił nieubiegającego się o reelekcję Zbigniewa Burzyńskiego.

## Życie prywatne
Żonaty z Moniką, ma syna i córkę.